# Symmoca italica
Symmoca italica is een vlinder uit de familie dominomotten (Autostichidae). De wetenschappelijke naam is voor het eerst geldig gepubliceerd in 1962 door Gozmany.
Deze vlinder komt voor in Europa.